# وسائی کریک
وسائی کریک (به انگلیسی: Vasai Creek) یک منطقهٔ مسکونی در هند است که در مهاراشترا واقع شده‌است.